# Robert Haskell
Robert Nance Haskell (ur. 13 stycznia 1903 w Bangor w stanie Maine, zm. 3 grudnia 1987 tamże) – amerykański polityk, 65. gubernator Maine.
Był drugim z czterech gubernatorów Maine, sprawujących urząd w 1959.

## Życiorys
Urodził się 24 sierpnia 1903 w Bangor, w rodzinie Maude Gullifer i Hirama Stickneya Haskella.
Uczęszczał do lokalnych szkół, a w 1925 ukończył Uniwersytet Maine ze stopniem inżyniera. Po studiach rozpoczął pracę w firmie Bangor Hydro-Electric Company, a 1958 został jej prezesem.

### Kariera polityczna
W latach 1945-1947 pełnił funkcję członka Izby Reprezentantów stanu Maine. Następnie przez pięć kadencji zasiadał w Senacie tego stanu, z czego dwie ostatnie (1955-1958)  jako przewodniczący izby.
2 stycznia 1959 ustępujący gubernator Edmund Muskie zrezygnował ze stanowiska przed końcem kadencji, aby objąć miejsce w Senacie Stanów Zjednoczonych. Haskell został zaprzysiężony na gubernatora, aby sprawować urząd do inauguracji Clintona Clausona.

### Późniejsze życie
Po objęciu stanowiska przez Clausona, Haskell wycofał się z polityki. Zasiadał w radzie Uniwersytetu Maine oraz był dyrektorem generalnym Bangor Hydro-Electric Company. W 1976 napisał list do prezesa firmy w 2076, który miał zostać umieszczony w kapsule czasu, jednak został upubliczniony w 2018.
Zmarł 3 grudnia 1987.